# Sarda
Los bonitos (Sarda spp.) son varias especies de mediano tamaño de peces depredadores de la familia de los escómbridos, en especial el bonito del océano Atlántico (Sarda sarda) y el del océano Pacífico (Sarda chiliensis).

## Usos

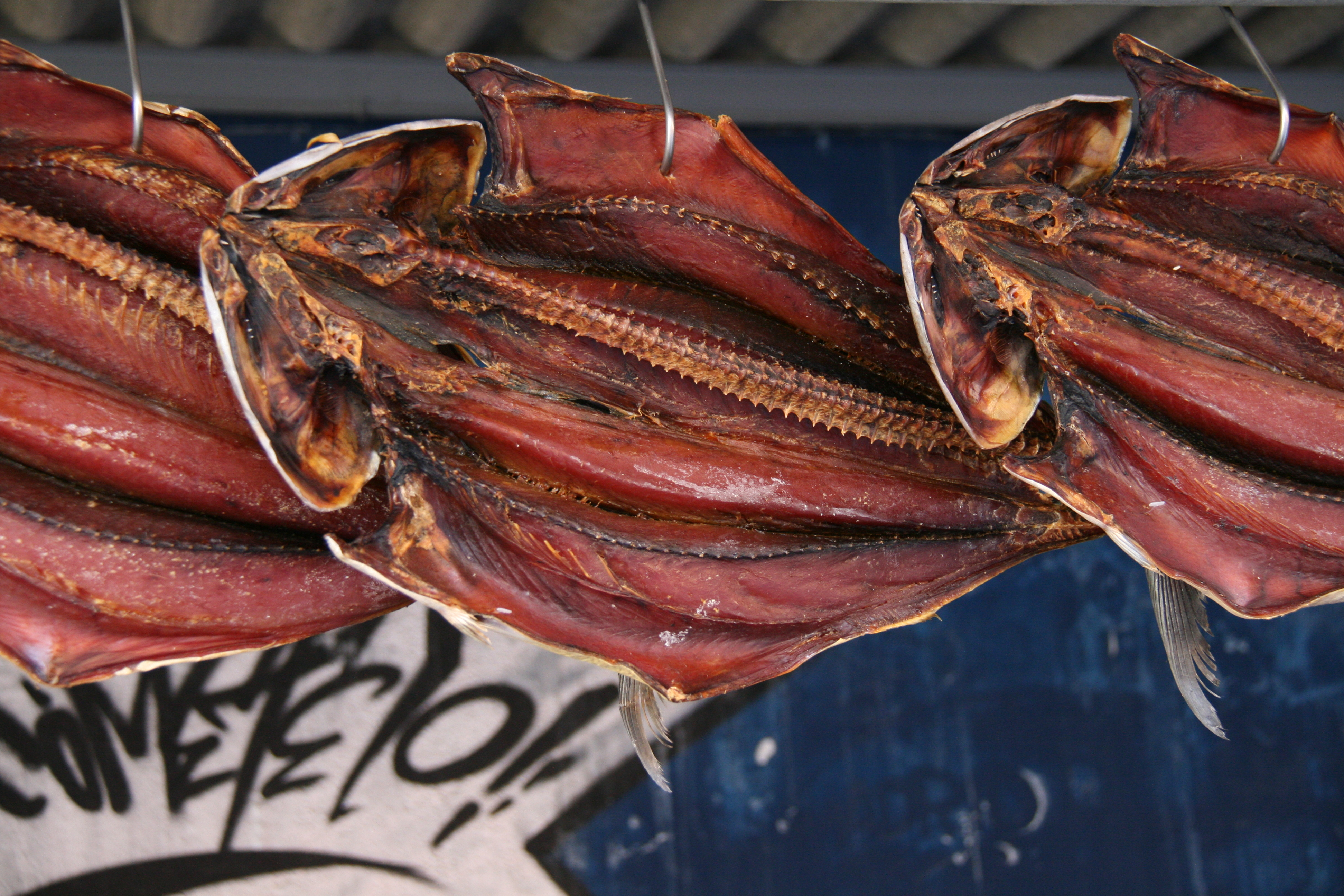
Lomos de Bonito curados al aire.

En la cocina española se preparan los lomos secos al aire, mostrando sus lomos rojizos.

## Especies
- Bonito australiano, Sarda australis (Macleay, 1881).
- Sarda chiliensis (Cuvier, 1832).
  - Bonito del Pacífico Oriental, Sarda chiliensis chiliensis (Cuvier, 1832).
  - Bonito del Pacífico, Sarda chiliensis lineolata (Girard, 1858).
- Bonito rayado, en inglés striped bonito, Sarda orientalis (Temminck & Schlegel, 1844).
- Bonito del Atlántico, Sarda sarda (Bloch, 1793).